# MMXII
Pour l'année 2012 du calendrier grégorien, voir 2012.
Albums de Killing Joke
Down by the River Pylon
MMXII est le quatorzième album studio du groupe de post-punk, new wave et metal industriel britannique Killing Joke. Prononcé en anglais two thousand and twelve, le titre fait référence à l'année 2012, écrite en chiffres romains. MMXII, produit par Killing Joke, sort sur le label finlandais Spinefarm Records, une filiale de Universal Music.
Le groupe annonce qu'il travaille sur un nouvel album studio à la fin de l'année 2011, et la date de sortie définitive, fixée au 2 avril 2012, est annoncée le 8 mars précédent. Dans le même billet, Killing Joke fait part de la sortie d'un premier extrait de l'album, un morceau intitulé In Cythera, chanson nostalgique aux sonorités cold wave qui évoque la mortalité et le temps passé avec les amis. Un clip l'accompagne, mis gratuitement en circulation sur internet via la plateforme de distribution Dailymotion,.

## Liste des titres
1. Pole Shift
2. Fema Camp
3. Rapture
4. Colony Collapse
5. Corporate Elect
6. In Cythera
7. Primobile
8. Glitch
9. Trance (in the Fields of Light)
10. On All Hallow’s Eve
11. New Uprising (uniquement sur la version téléchargeable sur iTunes[3])

## Thématique
L'album fait globalement référence aux prédictions de fin du monde pour l'année 2012, fin du monde à prendre ici dans un sens figuré, à l'image par exemple de la fin de l'ère du Verseau. Le groupe décrit la thématique explorée comme étant « politique, anticapitaliste et visionnaire ».
- Pole Shift : ce morceau fait référence à une possible inversion des pôles magnétiques terrestres, au basculement de l'axe de rotation de la planète et traite des problèmes environnementaux en général avec une note d'optimisme[7].

- Fema Camp : la FEMA est une agence américaine chargée de la gestion de crise en cas de catastrophe naturelle, pandémie, etc. Killing Joke imagine ici ce qu'à quoi pourrait ressembler la vie de survivants ou réfugiés dans un camp géré par cette agence dans un contexte de loi martiale : dans cette vision très pessimiste, la FEMA décide arbitrairement qui vit ou meurt, classant la population en deux catégories repérées par un code de couleurs.

- Rapture : si le titre fait directement référence à l'enlèvement de l'Église, la chanson parle en fait du sentiment ressenti par Jaz Coleman lors des concerts donnés avec Killing Joke, Coleman considérant ces prestations comme une expérience spirituelle partagée avec le public[8],[9].

- Colony Collapse : la chanson parle de l'actualité internationale[8], parlant d'« effondrement de la colonie » pour insister sur le fait que le système actuel toucherait à sa fin.

- Corporate Elect : ce titre est une charge anticapitaliste visant les grandes entreprises multinationales qui, selon Coleman, cherchent uniquement le profit au détriment du bien-être des salariés et des consommateurs, et comparant le travail à une forme d'esclavage[7].

- In Cythera : le titre de ce morceau est une référence à l'île de Cythère telle que la voyaient les artistes et penseurs du XVIIIe siècle comme Antoine Watteau, avec son célèbre Pèlerinage à l'île de Cythère, à savoir un lieu de plaisirs et de rencontres, une sorte de paradis spirituel. Coleman s'adresse à un ami qu'il souhaite « revoir à Cythère » si la vie ne leur laisse pas le temps de se recroiser avant que leur temps ne soit écoulé - sous-entendu, avant de mourir.

- Primobile : ce morceau fait lui aussi référence aux problèmes environnementaux et à leur éventuelle résolution, entre autres par le biais de la reforestation, et d'une manière générale à la lutte contre le mal. Coleman souhaite que l'humanité présente puisse être louée par les générations futures pour avoir mené ce combat.

- Glitch : autre titre s'attaquant au système capitaliste et plus particulièrement à la surconsommation, Glitch dépeint un désastre à l'échelle planétaire dû à des « tempêtes solaires » qui rend la technologie inutilisable, et laisse démunis ceux qui ne comptent que sur elle[7].

- Trance (in the Fields of Light) : comme son titre l'indique, la chanson décrit une transe mystique sur un rythme syncopé et « hypnotique[7] ».

- On All Hallow's Eve : le morceau qui conclut l'album évoque le culte des ancêtres tel que le pratique Jaz Coleman. Il y parle des êtres chers qui lui manquent et leur enjoint de se réveiller et de le rejoindre pour célébrer la fin d'« années sombres de deuil ». Coleman affirme ici sa croyance en l'absence de mort telle qu'elle est couramment perçue ; il explique[5] que si l'homme ne se souvient pas de la mort c'est parce qu'il n'a jamais été autre chose que vivant.

## Couverture
L'illustration de la couverture représente le profil d'un crâne humain et une machine sous forme d'infographie, placés en vis-à-vis devant un paysage industriel constitué de cheminées d'usines crachant une fumée noire en arrière-plan d'une terre désertique. Cette couverture, ainsi que le reste de l'artwork de l'album, est le travail de Mike Coles, illustrateur qui a travaillé avec Killing Joke à de nombreuses reprises.

## Réception critique
L'album a globalement reçu un excellent accueil critique à sa sortie. Le chroniqueur du site Sputnikmusic salue « l'une des plus grandes réalisations de Killing Joke ». MMXII décroche entre autres 4/5 dans le magazine Terrorizer, 9/10 dans Classic Rock, quatre « K » dans Kerrang!, quatre étoiles dans Mojo et Rolling Stone.

## Personnel
- Musiciens : 
  - Jaz Coleman : chant, claviers ;
  - Martin Glover : basse ;
  - Paul Fergusson : batterie ;
  - Geordie Walker : guitare électrique.

- Production et musiciens additionnels :
  - Reza Udhin : programmation musicale ;
  - Clive Goddard, Tom Dalgety : enregistrement et mixage ;
  - Michael Rendall : enregistrement ;
  - Mike Coles : artwork.